# Orlando Pirates (Windhoek)

Weiteres Logo des Vereins

Orlando Pirates FC ist die Fußballabteilung des „Orlando Pirates Sport Club“ (Orlando Pirates SC), einem 1963 gegründeter Sportverein aus Windhoek in Namibia. Sie spielten bis zum erstmaligen Abstieg in der Saison 2018/19 stets in der Namibia Premier League. In der Saison 2023/24 stieg Orlando Pirates als Vorletzter erneut in die zweitklassige Namibia First Division ab.

## Erfolge
- Namibischer Fußballmeister: 1976, 1979, 1990, 2008
- Namibischer Pokalsieger: 2002, 2006, 2009